# Света Богородица (Аетия)
„Света Богородица“ (на гръцки: Παναγιά) е възрожденска православна църква в гревенското село Аетия (Цурляка), Егейска Македония, Гърция, част от Гревенската епархия.
Църквата е построена в 1809 година в подножието на планината. В храма има ценни икони. Иконата на Успение Богородично е изписана в 1872 година от самарински зограф. Иконите на иконостаса са дело на зографи от епирското село Хионадес.